# Ambasada Konga w Berlinie
Ambasada Konga w Berlinie – misja dyplomatyczna Republiki Konga w Republice Federalnej Niemiec.
Ambasador Republiki Konga w Berlinie oprócz Republiki Federalnej Niemiec akredytowany jest również w Republice Austrii, Republice Czeskiej i w Rzeczypospolitej Polskiej.